# Ковильян
Ковильян (порт.  Covilhã; [kuvi'ʎɐ]) — город в Португалии, центр одноимённого муниципалитета в составе округа Каштелу-Бранку. Численность населения — 36,7 тыс. жителей (город), 54,5 тыс. жителей (муниципалитет). Город и муниципалитет входит в экономико-статистический регион Центральный регион и субрегион Кова-да-Бейра. По старому административному делению входил в провинцию Бейра-Байша.

## Расположение
Город расположен в 52 км на север от адм. центра округа города Каштелу-Бранку.

## История
Город основан в 1186 году.

## Районы
| - Алдейя-де-Сан-Франсишку-де-Ассиш - Алдейя-ду-Соту - Барку - Бойдобра - Каньозу - Кантар-Галу - Казегаш - Консейсан - Кортеш-ду-Мейю - Котада - Домингизу | - Эрада - Ферру - Оржайш - Оронду - Паул - Перабоа - Пезу - Санта-Мария - Сан-Жорже-да-Бейра - Сан-Мартинью | - Сан-Педру - Сарзеду - Собрал-де-Сан-Мигел - Тейшозу - Тортусенду - Уньяйш-да-Серра - Вале-Формозу - Валеш-ду-Риу - Вердельюш - Вила-ду-Карвалью |